# T24 (水雷艇)
T24はドイツ海軍のT22型水雷艇。

## 艦歴
T24は1939年3月30日にT13型水雷艇として発注されたが1939年11月10日に再発注されT22型として建造された。1940年9月21日起工、1941年9月13日進水し、1942年10月17日に就役した。

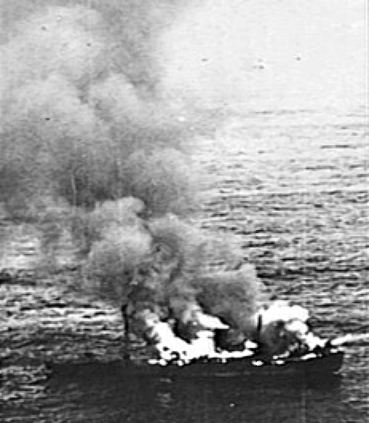
攻撃を受け炎上する封鎖突破船アルステルウーファー

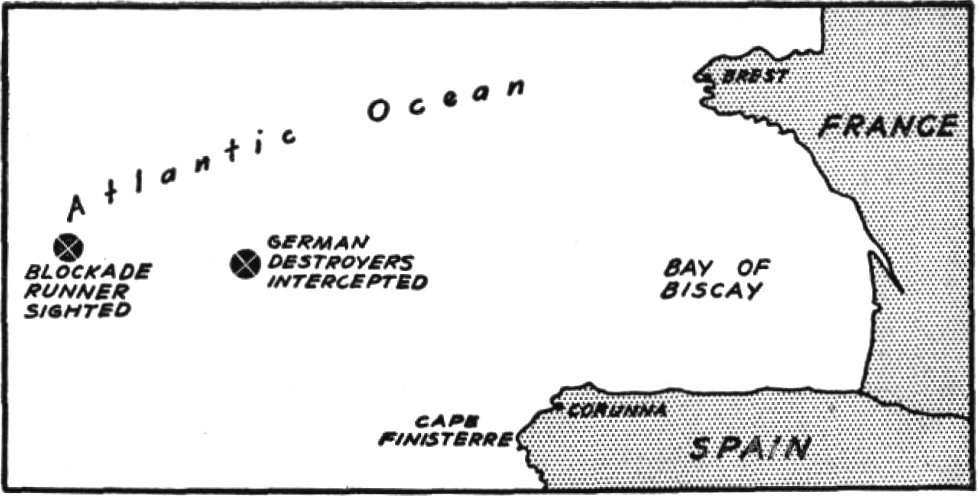
ビスケー湾の戦いにおける地図

1943年3月までノルウェーにおける護衛艦として配備されたが、小規模な船体補修のためキールに帰投した。7月3日、T24と姉妹艦T25はイギリス海峡を経由してフランス西部へ向かい、オランダの高速魚雷艇3隻と交戦するが戦果はなかった。ブローニュに到着した後、7月6日に戦闘機タイフーンに攻撃されるが損害はなかった。7月6日、ル・アーヴルに向けてサン・マロとブレストの間を航行中、5隻の掃海艇が護衛する護送船団の支援を命じられた。護送船団はイギリスの駆逐艦メルブレイク、ウェンズリーデールおよびノルウェーのグレスデールに攻撃され、T24とT25が到着する前に掃海艇1隻が撃沈、他の掃海艇も損害を受けていたが、T24とT25によりメルブレイクに大きな損害を与えた。その後T22、T24、T25はUボートの護衛任務に就き、遭難信号に応じて潜水艦U-106から生存者を救助し、日本軍の潜水艦伊号第八潜水艦をロリアンまで護衛した。

### ビスケー湾の戦い
12月24から26日にかけて、T24はビスケー湾を通過する封鎖突破船オゾルノを護衛していた。別の封鎖突破船であるアルステルウーファーはオゾルノの後を追っており、駆逐艦（Z23、Z24、Z27、Z32、Z37、ZH1）および水雷艇（T22、T23、T24、T25、T26、T27）が護衛に向かった。連合国はウルトラによる暗号解読にて封鎖突破船の動きを察知し、これらを迎撃するために巡洋艦と航空機を大西洋に配備した（ストーンウォール作戦）。第311中隊の爆撃機リベレーターはアルステルウーファーを沈めた。 
ドイツの艦隊は翌日の午後までアルステルウーファーが撃沈されたことに気づかず合流海域まで進み、28日の朝にアメリカ航空機に捕捉された。ストーンウォール作戦により配備されていたイギリスの軽巡洋艦グラスゴーとエンタープライズが迎撃に向かった。この時天候は著しく悪化しており、ドイツ艦は砲塔に水しぶきがかかったため砲撃が困難となり、帰投すべく南へ航行していた。さらに水しぶきは視界を大幅に低下させ、砲撃および魚雷における測距儀や照準器による攻撃を阻害した。グラスゴーはレーダーを使用して砲撃し、数分後にエンタープライズも発砲に加わった。ドイツ駆逐艦は魚雷で反撃するがグラスゴーに1発命中弾を与えるのみであった。第8駆逐艦隊の指揮官は艦隊を分けることを決定し、駆逐艦Z23、Z27、T22、T25、T26に北へ転進するように命じた。イギリスの巡洋艦は北へ向かった艦を追跡し、Z27、T25、T26を沈めたが、T24を含む南へ向かった艦は首尾よく離脱することができた。 

### その後の活動
1944年4月21、T24、T27、T29で構成される第4水雷艇団はシェルブールからサン・マロに移動した。4月25から26日にかけてはブルターニュの北海岸にあるセプティル島沖に機雷を敷設し、その後軽巡洋艦ブラック・プリンスと駆逐艦HMSアシャンティ、HMCSアサバスカン、HMCSハイダ、HMCSヒューロン・ディル・ド・バッツからなる連合軍と交戦した。ドイツは沿岸砲による砲撃を行ったが効果はなく、艦隊は連合国の船を探して西へ向かった。しかし、ブラック・プリンスのレーダーが先にドイツ船を補足し、遅れて連合国の船を発見したドイツ艦隊は進路を逆転させた。連合国の船は水雷艇よりも速く、ブラックプリンスは距離を詰め照明弾を発射した。連合軍の砲撃によりT27が命中弾を受け、航行速度が12ノットまで低下した。ドイツの司令はT27をモルレーに入れるよう指示し、連合国は湾の岩によりレーダーによる索敵が無効化された。T24は追跡してくる連合国の艦へ魚雷を発射するが命中せず、逆に連合国から命中弾2発を受けた。砲撃による火災は直ちに消火され更に雷撃を行うがこれも命中することはなく、同時刻にはT29が砲撃を受け舵が効かなくなった。アシャンティとヒューロンはT29へ攻撃を集中し、T24を追跡していたハイダとアサバスカもT29への攻撃に参加したため、T24はサン・マロまで後退することができた。 

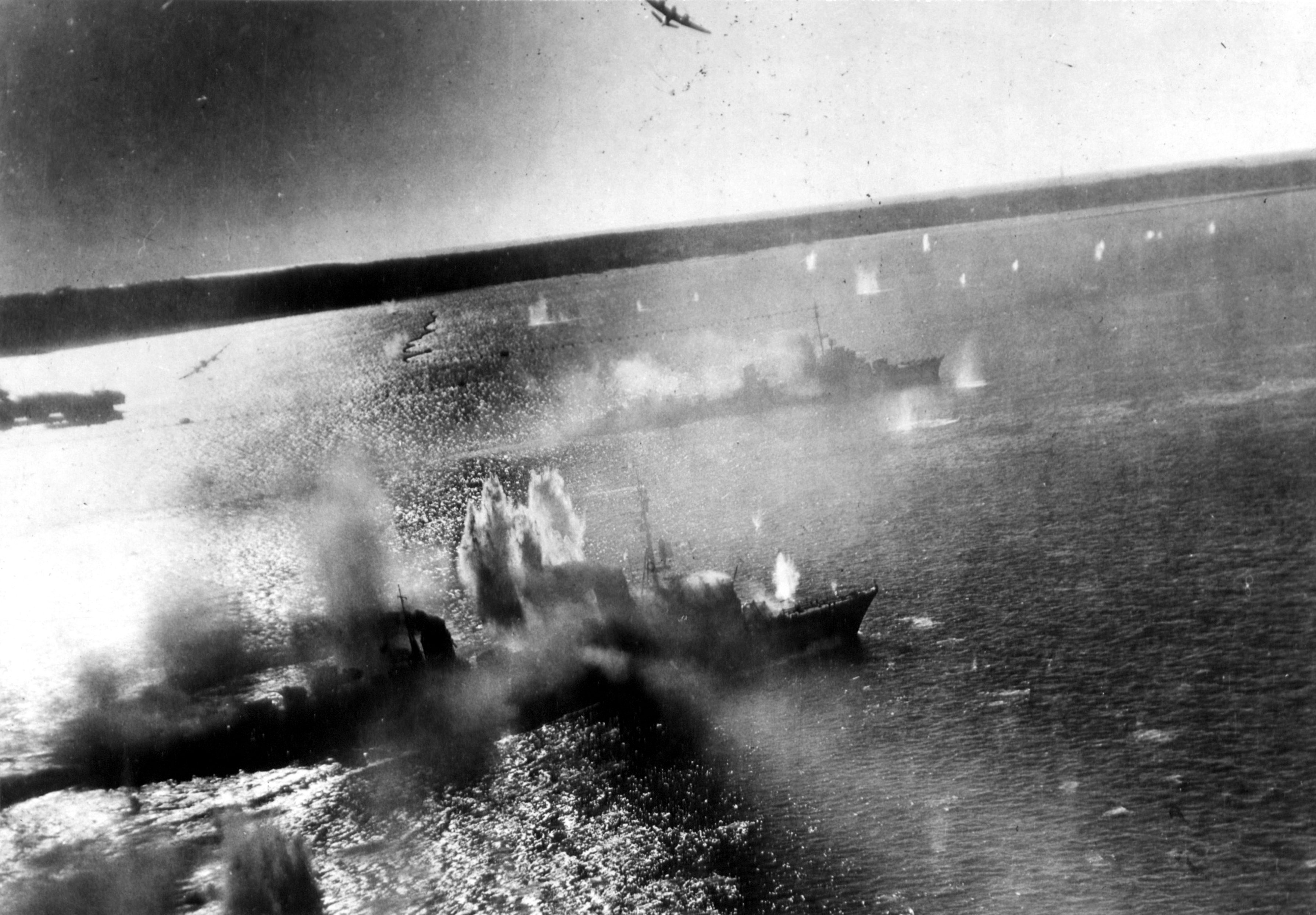
攻撃を受けるT24（前側）と Z24

緊急修理の後、T24は4月27日未明にサン・マロでT27と合流した。2隻は4月28日の夜にサン・マロを出発してブレストに向かう途中、イギリスの沿岸レーダーによって捕捉、アサバスカンおよびハイダと交戦した。T24はアサバスカンに対して魚雷攻撃を行い1発が命中、撃沈したが、T27はハイダに追跡された際に座礁、後に撃沈された。修理後、T24は5月19日にシェルブールに配備されたが機雷により損傷し、再び数週間に渡って修理が行われた。 
8月24日、ル・ヴェルドン＝シュル＝メール沖にてT24とZ24は、第236飛行中隊と第404飛行中隊のボーファイターの爆撃を受け、T24は撃沈された。Z24も船体が激しく損傷し、翌日沈没した。飛行中隊はこの攻撃中に17機の航空機を失った。